# شهریارک کاکل‌سیاه
شهریارک کاکل‌سیاه، شهریارک پس‌سرسیاه یا شهریارک سیاه‌قفا (نام علمی: Hypothymis azurea) نام یک گونه از تیره مگس‌گیر شهریار است.